# Pohgedang
Pohgedang is een bestuurslaag in het regentschap Pasuruan van de provincie Oost-Java, Indonesië. Pohgedang telt 2716 inwoners (volkstelling 2010).